# Nectria gracilipes
Nectria gracilipes är en svampart som först beskrevs av Tul. & C. Tul., och fick sitt nu gällande namn av Hans Wilhelm Wollenweber 1926. Nectria gracilipes ingår i släktet Nectria och familjen Nectriaceae.   Inga underarter finns listade i Catalogue of Life.
I den svenska databasen Dyntaxa används istället namnet Stilbocrea gracilipes för samma taxon.  Arten är reproducerande i Sverige.